# Послание монаха Роджера Бэкона
«Послание монаха Роджера Бэкона о тайных действиях искусства и природы и ничтожестве магии» (лат. Epistola fratris Rogerii Baconis de secretis operibus artis et naturae, et de nullitate magiae) — произведение о методах технического использования различных явлений природы, а также о некоторых проектах механизмов будущего. По мнению Саймона Сингха, является первой европейской книгой, систематически излагающей начала криптографии. Авторство послания большинство исследователей признают за францисканским монахом Роджером Бэконом, английским философом и естествоиспытателем середины XIII века.
«Послание» является заключительной книгой из цикла произведений Роджера Бэкона, призванных собрать воедино современные автору математические, физические и лингвистические факты, а также выстроить чёткие взаимосвязи между магией, религией и тем, что впоследствии стало техническими и гуманитарными направлениями науки. «Послание» также включает в себя рассуждения об образованности и нравственных качествах духовенства. Некоторые из философских и богословских положений Роджера Бэкона были признаны католической церковью еретическими, и автор был заключён в тюрьму. Впрочем, достоверных сведений о том, сыграло ли непосредственно «Послание» какую-то роль в заточении монаха, нет.

## История создания

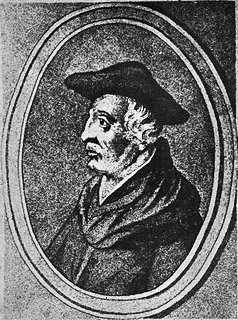
Портрет Роджера Бэкона

Около 1257 года Бэкон вступил во францисканский орден, надеясь на сочувствие духовенства к своему увлечению науками. Однако, напротив, с этого момента начались притеснения со стороны старших братьев по ордену (с 1257 по 1267 год францисканцы запретили монаху писать книги для публикации по причине подозрений в занятии «чёрными искусствами», то есть колдовством), о чём говорят письма Бэкона к папе римскому, не принёсшие, впрочем, никакого результата. В поисках содействия и защиты Бэкон, будучи в Париже, обратился к кардиналу Ги де Фулькесу с просьбой поддержать его работы финансово и идеологически. Кардинал выразил желание ознакомиться с этими работами, однако на тот момент у Бэкона не было ещё ни одного законченного труда по реформации церкви и системы образования. Продвигалась ли в последующие несколько лет работа монаха в данном направлении — сведений не сохранилось.
В феврале 1265 года Ги де Фулькес становится Папой, и Бэкон вновь напоминает о себе, посылая письмо к Папе через Уильяма Бонекора. В ответ 22 июня 1266 года Роджер Бэкон получил письмо, в котором Папа повторил свою просьбу выслать сочинения монаха, а также «раскрыть нам ваши средства решения важных проблем, к которым недавно вы привлекли наше внимание, как можно быстрее и насколько возможно конфиденциально». Работы требовалось выслать незамедлительно и тайно от братьев францисканского ордена. Папа ожидал от Бэкона некого плана реформации образования и жизни духовенства.
«Глава Церкви разыскал меня, недостойного подошвы Её ног, — писал Бэкон впоследствии. — Папа ошибался, думая, что работа уже написана: ничего достойного его Святейшества не было создано, и всё пришлось начать с самого начала».
Бэкон сделал попытку создать серию отдельных книг, посвящённых систематике и научному исследованию различных сфер познания. Однако, проработав несколько месяцев над «Общей математикой» и «Законами природы», признал замысел невозможным и ограничился созданием четырёх произведений — Большого («Opus Majus»), Второго («Opus Secundum»), Малого («Opus Minus») и Третьего сочинений («Opus Tertium»), «Краткой философии» («Compendium Studii Philosophiae») и «Послания брата Роджера Бэкона о тайных действиях искусства и природы и ничтожестве магии» (1267 год). Мнения по поводу времени написания произведения расходятся: некоторые исследователи, например, Колонел Хайм, датируют «Послание» 1248 годом, другие, исходя из анализа изменений философских и научных взглядов монаха в 1240—1250 годы, не считают эту точку зрения достойной серьёзного рассмотрения. Одним из наиболее полных и аргументированных источников по этой проблеме является Biographia Britannica, в которой автор статьи, основываясь на определённых фразах автора «Послания», придерживается следующей точки зрения: большая часть произведения была создана в течение нескольких лет до 1267 года, последние же 2 главы были дописаны несколько позже.
Так или иначе, Бэкон вложил в это собрание сочинений краткий курс наук самых различных направлений, начиная с обоснования необходимости их изучения («О пользе лингвистики», «О пользе математики») и заканчивая практическим руководством по изучению основ; приложение «Послание…», в частности, было призвано разграничить магию низшего класса, в трактовании того времени, и науку. Основополагающей идеей всего собрания сочинений, как и задумывалось Папой, стало повышение авторитета точных наук в среде духовенства, а также призвание к глубокому их изучению в университетах и в миссионерских кругах.
К моменту окончания работы Климент IV умер, и в 1278 году Бэкон был арестован генералом францисканского ордена Джироламо Маши д’Асколи (позже ставшего Папой Николаем IV) и заключён в тюрьму по обвинению в ереси (определённо подозрительных новшествах), а именно: нападках на духовенство, утверждениях об его невежестве; обвинении членов Церкви в несоблюдении догматов христианства; вольном трактовании христианской религии. Время пребывания монаха в заключении длилось, полагают историки, от 2 до 14 лет. Впрочем, по мнению американского исследователя Сингера, сочинения Бэкона ни в коей мере не являлись антирелигиозными или растлевающими христианскую веру, и здесь скорее имела место личная враждебность в среде францисканцев по отношению к автору «Послания». Исследователи отмечают в творчестве Бэкона бесстрашное и пылкое обличение недостатков деятельности кардиналов, Папы, францисканцев, доминиканцев, критику уровня нравственности и образованности духовенства и мирян, уличение в неточности трудов Аристотеля, творений учителей Церкви, самой Вульгаты. Всё это не могло не привести к появлению у автора множества непримиримых врагов. Погрешности в научной деятельности (такие как увлечение алхимией и астрологией) надолго дискредитировали труды Бэкона в глазах исследователей и привели к тому, что уже открытые или описанные Бэконом явления были заново переоткрыты столетия спустя, а первое полное издание описанного выше собрания сочинений появилось только в 1897 году.
В Английской Энциклопедии высказано мнение, что исходный текст произведений был значительно изменён самим Бэконом после обвинения и ареста.

## Содержание книги
В качестве краткого предисловия к книге Бэкон выражает своё восхищение мощью природы, называя превосходящим её по силе только искусство управления природой.
Открывающий книгу раздел — «Против лживого призвания духов» — состоит из двух глав. Первая из них, «Игры воображения», разоблачает чревовещателей и мошенников, выдающих за чудеса ловкость рук, искусство обращения с различными механическими и оптическими инструментами, притворяющихся животными с помощью имитации голосов зверей. Раскрывается секрет фокуса телекинеза, демонстрируемого в сумерках или ночью, а именно принцип использования в фокусе игры света и тени. В главе «Вызов духов» содержится опровержение реальности спиритических сеансов с философской точки зрения. Основным аргументом Бэкона является убеждение в ничтожестве человеческих сил по сравнению с силами духов, откуда, по Бэкону, следует, что духи либо не вступят в контакт с человеком, либо не будут помогать ему в достижении низменных целей.
Раздел «О песнях, знаках и их использовании» состоит из 6 глав и посвящён разоблачению всевозможных видов гадания, предсказаний и чар. В главе «Символы, знаки и магические ритуалы» автор отвергает идею сверхъестественной силы таинственных знаков в книгах мудрецов, предполагая, что эти знаки являются зашифрованным описанием тех законов природы, которые должны оставаться в секрете. Только глупец, по мнению автора, приписывает непонятным формулам магическую силу и значение. Глава «Некоторые дела уполномоченных Церкви» разоблачает мошенничество священнослужителей, занимающихся гаданиями на святой воде, раскалённом железе. Прежде всего подвергается критике выяснение магическими методами виновности или невиновности человека в прелюбодеянии, убийстве и других грехах. В главе «Магические книги» автор настаивает на уничтожении книг, претендующих на авторство известных мудрецов, но выдающих себя лживостью содержания и неуклюжестью стиля; поддерживается позиция Церкви в отношении произведений, будто бы написанных царём Соломоном. В главе «Магия чисел» отвергаются науки, основанные на вере в магическую силу чисел, а также осуждаются люди, придающие отдельной цифре некое сакральное значение, в то время как каждая цифра имеет смысл только в некоем научном контексте. Глава «Магия звёзд» посвящена астрологии. Бэкон утверждает, что существует бесчисленное количество работ, описывающих наблюдение за движением небесных светил; однако лишь немногие из них стоят внимания, так как остальные созданы несведущими в математике людьми. Наконец, глава «Чары в медицинской практике» утверждает (со ссылкой на труды Авиценны), что слова и знаки, произносимые врачом, никоим образом не должны быть восприняты как сверхъестественная практика, но и не могут быть названы мошенничеством, так как имеют возможность послужить для возбуждения в пациенте надежды и уверенности в здоровье. Магическое действие этих чар, утверждает Бэкон, заведомо ложно, однако вера в них пациента в самом деле придаёт ему сил, заставляет выпить лекарство, проявлять здоровую активность и так далее.
Раздел «Буквальное опровержение магии» повествует о механизмах природы, которые, по мнению автора, достойны называться чудесами. Первая глава раздела, «Виды, или идеи, или внешние качества вещей», перечисляет различные чудеса из жизни животных и растений, считавшиеся в то время научными фактами. В частности, способность волка лишить человека голоса, если животное увидит его первым; способность женщин с четырьмя зрачками убивать взглядом и т. д. Каждый факт Бэкон не свидетельствует от своего имени, но заручается ссылкой на труды Овидия, Аристотеля и других учёных. Глава «Сила личности» описывает влияние мыслей и эмоций человека на материальный мир, в частности, на распространение духовных и телесных болезней и здоровья. В связи с этим утверждением Бэкон указывает на необходимость самосовершенствования каждого человека в христианском понимании этого слова: добро на физическом уровне распространяет вокруг себя добро, зло насаждает зло, подобно распространению заразной болезни. Глава «Сила слова» — о божественной силе мудрого слова и о бессилии магических заклинаний. Бэкон предполагает, что связки при исторжении звука производят также некую «теплоту духа», которая способна оказывать влияние на предметы и на других людей.
Здесь Бэкон подводит итог первой половины книги: существует множество псевдомагических книг, лжеучёных и колдунов-мошенников, однако все их действия смешны и малы по сравнению с тем, на что способна природа в руках здорового человека, наполненного божественным духом.
Вторую часть книги открывает раздел «О чудесном искусстве инструментов», состоящий из единственной главы «Механические приспособления», в которой Бэкон предполагает возможность создания судов, управляемых одним человеком, скоростных средств передвижения, летательных аппаратов, приспособлений для свободного и безопасного передвижения по дну водоёмов, а также указывает на успешность предпринимаемых попыток конструирования таких аппаратов. Впрочем, Бэкон вновь уточняет, что не видел подобные механизмы своими глазами, однако имеет все основания доверять реальным свидетелям испытания изобретений. Глава примечательна тем, что содержит одно из первых в мире упоминаний о подводных лодках. Также Бэкон предполагает, что в будущем будут созданы устройства для полётов, в которых человек будет поворотом рукояти заставлять искусственные крылья бить по воздуху на манер птичьего полёта. Предсказывается проектирование малогабаритного прибора для подъёма тяжёлых предметов; прибора, тянущего груз с силой тысячи человек; безопорных мостов над реками; колесниц, передвигающихся с большой скоростью без помощи животных.
Раздел «О чудесном искусстве перспектив» рассказывает о достижениях оптики. Глава «Магические зеркала» описывает системы зеркал, позволяющие увидеть армию вместо одного человека, создавать объёмные иллюзии, отображать огромные пространства на устройства размером с ладонь человека. Глава «Оптические приспособления с различными фокусами» повествует о приспособлениях, способных многократно увеличивать предмет вблизи (позволяя читать сколь угодно мелкий текст) и на расстоянии (давая возможность рассмотреть в мельчайших деталях звёзды, увидеть каждого человека во вражеской армии на другом берегу реки), сжигать предметы направленным пучком света. Вершиной всех подобных приспособлений Бэкон называет устройство, отражающее все небеса в миниатюре, включая движение объектов, не искажая масштабы. Такое приспособление автор считает дороже королевства для любого мудрого человека.
Раздел «О чудесных опытах» в основном посвящён достижениям химии. В главе «Горючие составы» Бэкон предполагает создание вечных светильников и вечно тёплых ванн путём совершенствования горючести смесей, нахождения идеальных пропорций янтаря, селитры и других веществ. Глава «Порох» начинается с описания потрясающего, по мнению автора, действия пороха. Затем описывается огромная ценность пороха как оружия, в частности, возможность одному человеку победить в бою «более 300 сильных мужей». Интересно, что глава заканчивается анаграммой «Luru Vopo Vir Can Utriet», в которой зашифрованы необходимые пропорции химических составляющих для приготовления пороха. Глава «Работающая модель небес» характеризует математическую модель небес Птолемея. В главе не содержится точного описания модели, однако выдвигаются предположения о возможностях её применения, в частности, предсказание движения комет, приливов и отливов, перемещения планет относительно друг друга. Глава «Легирование золота» — очерк о различных смесях серебра и золота, а также о возможности синтеза чистого золота. Бэкон выказывает уверенность в скором открытии алхимического рецепта, который не смогла изобрести природа, но на который способен человек.
Раздел «О задержке прихода старости и о продолжении жизни человека» повествует о способах достижения долголетия. Глава «Продолжительность жизни» описывает различные случаи успешного применения масел, камней, частей растений и животных для увеличения продолжительности жизни человека. Бэкон указывает на некого деревенского простолюдина, ни разу в жизни не воспользовавшегося советами медиков и достигшего возраста более ста шестидесяти лет; пишет о наблюдениях за орлами и змеями, которые приобретают вторую молодость с помощью свойств некоторых камней и растений. В главе «Забота о здоровье» автор утверждает, что при соблюдении определённых правил во всех вопросах, касающихся еды и питья, сна и бодрствования, движения и покоя, безопасности и оберегания души от страстей, человек может улучшить и сохранить своё здоровье. Бэкон говорит о постепенном сокращении длительности жизни человека от тысячелетия к тысячелетию, заявляя, что это происходит от накопления грехов против души и тела из поколения в поколение.
Раздел «О сокрытии тайн природы и искусства» посвящён актуализации проблем шифрования и изложению существующих способов шифрования текста. В главе «Мудрость хранения секретов» автор раскрывает необходимость хранения тайн природы «от порочных людей», утверждая, что в руках злого человека многие законы природы могут причинить огромное несчастье. Глава «О невежестве толпы» поясняет, что простой народ не способен понять знаний мудрецов, так как уходит в софизмы и тонкости. Также глава рассказывает об обязательной примеси лжи в убеждениях толпы, которая непременно искажает любое утверждение в своих целях. Наконец, глава «Семь способов сокрытия тайны» излагает семь методов сокрытия смысла текста.
В заключительном разделе «О создании философского яйца» Бэкон излагает 3 способа приготовления философского яйца («материального вместилища всего сущего») путём сложных химических реакций (сублимации, обжига, окисления и т. д.). Философское яйцо, как считали многие европейские алхимики, является символом первичной материи в печи алхимика, из которой вылупляется философский камень. Создание золота, по мнению автора, является необходимым и должно быть достигнуто ради установления всеобщего благоденствия.

## Сомнения в авторстве последних глав
Авторство 7—11 глав «Послания» было поставлено под сомнение британским исследователем Чарльзом Фонтейна, в связи с очевидным хронологическим противоречием фразы из 7 главы: «Я ответил на твой вопрос, заданный в 601 году по арабскому летоисчислению» (то есть в 1205—1206 годах н. э.), а также фразы из 10 главы: «ты спросил меня в 608 году по арабскому летоисчислению» (то есть в 1212—1213 годах н. э.). Если предположить истинность этих утверждений, то вышеуказанные вопросы были заданы до рождения Роджера Бэкона. Первая фраза, однако, не встречается в определённых изданиях, в некоторых же во втором предложении год исправлен на 621 или 688.
Ромоки предположил, что Бэкон, будучи специалистом по календарям, не совершил бы столь грубой ошибки, и в своей работе «Geschichte der Explosivstoffe» придерживается мнения, что в рукописи на самом деле указаны 661 (то есть 1257) и 668 (то есть 1265—1266) года, и цифра «6» по небрежности переписчиков превратилась в «0». Эта версия согласуется со ссылкой Бэкона в Третьем сочинении (написанном в 1267 году) на некое послание, присланное 10 годами ранее («Primo igitur in opere Secunda, secundum formam epistolae, recolens me jam a decem annis exulantem»).

## Рукописи, публикации и переводы «Послания»

### Рукописи «Послания»
Согласно исследованию Джеймса Партингтона, оригинал рукописи «Послания» сохранился лишь частично в Oxford Tanner 116, а именно до наших дней дошли 1—5 и начало 6-й главы. Полностью «Послание» было впервые собрано в XV веке в Sloane MS. 2156. Также существует рукопись XV века, содержащая первые 9 глав «Послания» (Oxford Digby 164). Наконец, до наших дней дошла рукопись XVI века (Voss MS. at Leyden).

### Издания и переводы «Послания»

#### На латинском языке
Первое печатное издание «Послания» вышло в 1542 году. Произведение опубликовал Оронций Финеус, известный французский математик XVI века. Некоторое время эта редкая книга неверно датировалась 1541 годом, однако вскоре ошибка была исправлена.
Следующее печатное издание увидело свет в 1594 году в Оксфорде, под редакцией Джозефа Барнса.
В 1618 году в Гамбурге вышла книга «Epistola fratris Rogerii Baconis de secretis operibus artis et naturae, et de nullitate magiæ. Opera Johannis Dee Londinensis e pluribus exampliaribus castigata… cum notis quibusdam partim ipsius Johannis Dee, partim edentis», включившая «Послание» и исследование произведения Джоном Ди.

#### На английском языке
Впервые английский перевод «Послания» был опубликован в 1597 году в Оксфорде, под названием «An Excellent Discourse of the Admirable Force and Efficacie of Art and Nature, by Frier Bacon».
Следующим изданием на английском языке стала книга «Frier Bacon his Discovery of the Miracles of art, Nature and Magic. Fainfully translated out of Dr. Dee’s own copy by T.M. and never before in English», изданная в St. Paul’s church-Yard в 1659 году по заказу Симона Миллера.
Наконец, в 1923 году в Истоне был издан перевод с комментариями Тенни Л. Дэвис, под названием «Roger Bacon’s letter concerning the marvelous power of art and of nature and concerning the nullity of magic, translated from the Latin by Tenney L. Davis … together with notes and an account of Bacon’s life and work».

#### На французском языке
Первым французским изданием «Послания» стала книга «De L’admirable Povvoir et Pvissance de l’art, et de nature, ou est tracte de la pierre philosophale, Traduit en Francois pa jaques Girard de Tournus», изданная в Лионе в 1557 году. Следующее издание увидело свет в 1893 году в Париже, под названием «Lettre sur les Prodiges de la Nature et de l’Art», в переводе A. Poisson.

#### На немецком языке
Книга «Von der wunderbarlichen gewalt der Kunst und Natur, in Morgenstern, Turba Philosophorum» вышла в 1613 году в Базеле, а затем в Вене в 1750 году. Кроме того, в 1776 году вышел перевод Hamberger, Hof.

#### На русском языке
В 2005 году в Москве был впервые издан русский перевод сочинений Бэкона, а именно «Большого сочинения» и первых восьми глав «Послания…». Кроме того, в книгу вошла биография Бэкона, написанная К. П. Виноградовым, а также статья А. С. Горелова о роли философии Роджера Бэкона в истории европейской культуры.

## Актуальность книги

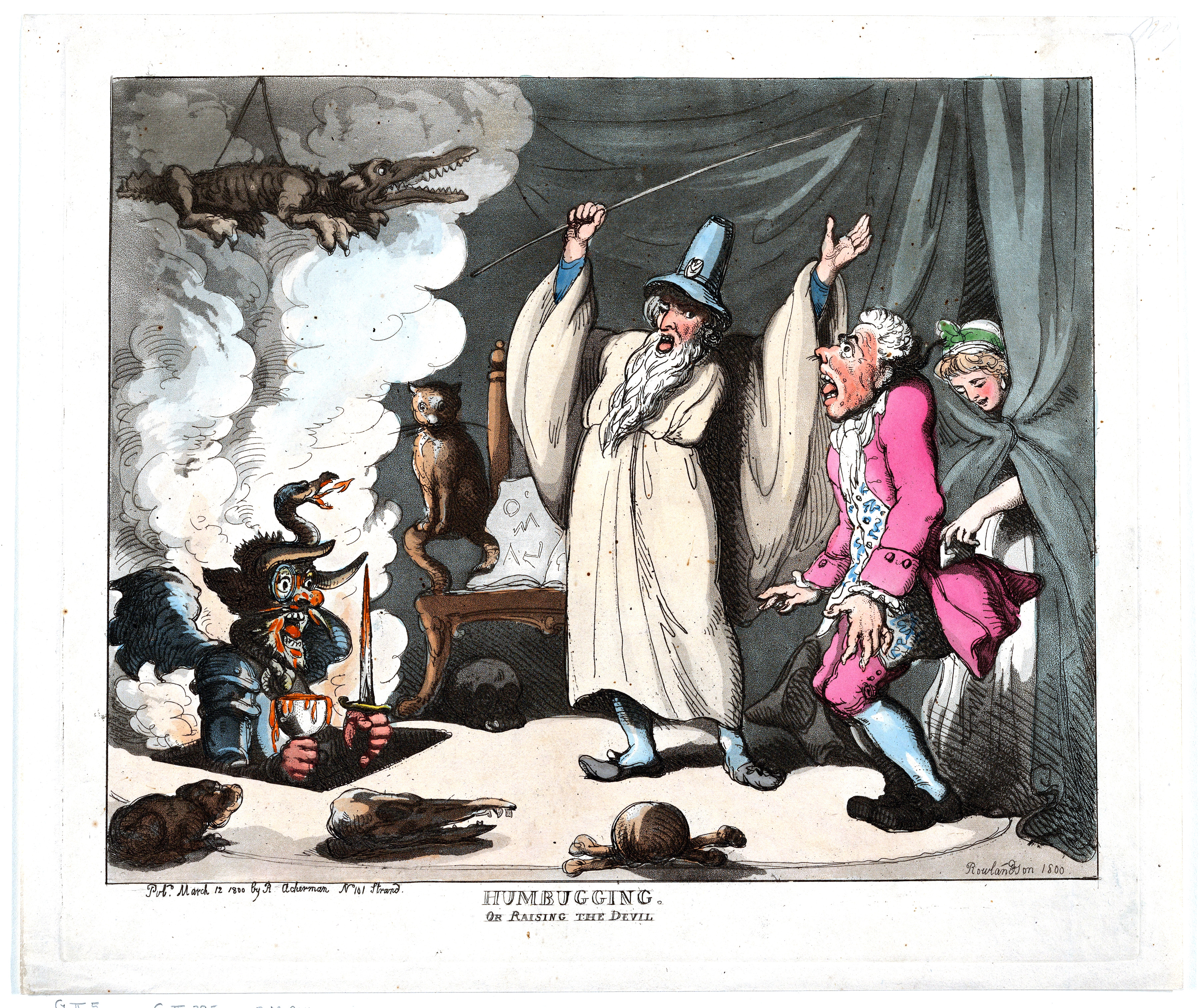
«Возвышение дьявола», 1800 г., автор — Томас Роулендсон

Послание вызывало особенный интерес исследователей на протяжении восьми столетий, во многом из-за гармоничного равноправного сосуществования в произведении институтов магии и науки. «Epistola fratris Rogerii Baconis de secretis operibus artis et naturae, et de nullitate magiae» связывает между собой многочисленные труды Бэкона по математике, естествознанию, философии и теологии, выстраивая между ними иерархию и параллели, выражая дух борьбы магии, науки и религии в Средневековье. Историк Джон Роуз называет Бэкона одним из шести величайших людей в истории человечества как философа, богослова, учёного и писателя. С другой стороны, необходимо упомянуть, что учёные начала XXI века считают научный вклад Бэкона незначительным из-за отрывочности и поверхностности его познаний.
Историческую и научную актуальность книги представляют не только эмпирические факты, составляющие основное содержание произведения, но и краткие философские рассуждения о них. В частности, Бэкон говорит о некоем духовном опыте, или озарении, который представляет собой важную часть научного познания. Эту идею исследователь Хиллгарт называет прародительницей учения об эвристическом озарении и роли интуиции в науке.
Интерес представляет целый ряд технических инноваций, представленных в главе «О чудесном искусстве инструментов». Предвестником проектов и взглядов Леонардо да Винчи оказалось предсказание конструирования подводной лодки, акваланга, автомобиля, домкрата и многих других приспособлений, а также ставшее знаменитым в научных кругах высказывание Бэкона:

«Среди трёх путей, которыми люди предполагают обрести знание вещей, а именно: доверие авторитетам, рассуждения и опыт, только последний способен привести ум в порядок».— Роджер Бэкон

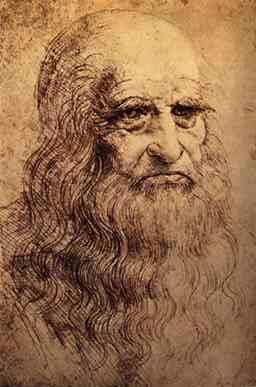
Леонардо да Винчи

Кроме того, перекликающиеся с вышеуказанной главой тезисы «Opus Majus» о кораблестроении и возможности мореплавания из Испании в Индию настолько воодушевили Христофора Колумба, что путешественник привёл цитату из последнего произведения в своём письме к Фердинанду II и Изабелле Кастильской. Таким образом, труд Бэкона стал одной из серьёзных предпосылок к открытию Америки.
Обстоятельно раскрывают концепцию и нюансы изложенных в произведении взглядов издание 1914 года Калифорнийского университета, посвящённое 700-летию со дня рождения Роджера Бэкона, а также труд Тенни Л. Дэвис 1923 года издания. В частности, описана эволюция взглядов автора произведения от эмпирического восприятия науки к принятию интуиции в качестве полноценного метода познания мира, изложены особенности отношения Бэкона к церкви и духовенству в 1260—1270 годах, а также раскрыты некоторые особенности личности и характера монаха.

## Описание состава пороха в «Послании»
По мнению Джеймса Партинтона, самой знаменитой частью произведения «Послание…» является описание состава пороха в конце 11 главы. Этот отрывок, по Брюэру, передан следующим образом:

«Но получить из селитры LURU. VOPO VIR CAN VTRIET серы, и тогда ты сможешь создавать Гром и Молнию, если ты владеешь мастерством».
Оригинальный текст (лат.)Sed tamen sal petrae LURU VOPO VIR CAN VTRIET sulphuris; et sic facies tonitruum et coruscationem, si scias artificium.— Роджер Бэкон, «Послание монаха Роджера Бэкона о тайных действиях искусства и природы и ничтожестве магии»
Исследователь Хайм предложил переставить буквы в анаграмме:

«LURU VOPO VIR CAN UTRIET»
В результате исследователь получил строчку:

«RVIIPARTVNOUCORUVLET»
Затем Хайм разбил полученный текст на группы следующим образом:

«R.VII.PART. V. NOV. CORUL. V. ET»
Вставив полученные сокращения в исходный текст, Хайм получил следующее:

«Sed tamen salis petrae, Recipe VII PARTes, V NOVellae CORULi, V ET sulphuris; et sic facies tonitruum et coruscationem, si scias artificium».
Таким образом, перевод данного отрывка звучит: «Но возьми 7 частей селитры, 5 частей молодого угля и 5 частей серы, и тогда ты сможешь создавать Гром и Молнию, если ты владеешь мастерством». По мнению Хайма, последние слова подразумевают использование чистых материалов, тщательное перемешивание, хранение в сухом месте и предотвращение чрезмерного сжатия смеси.
Профессор Дэвис утверждает, что в расшифрованном тексте является лишним один из символов «I», то есть необходимо брать 6 частей селитры вместо 7, так как это согласовывается с более ранними высказываниями Бэкона в послании к Альберту Великому.
А. Клемент, ссылаясь на особенности правил чтения латинских букв, полагает, что некоторые буквы в анаграмме означают иное, а именно: «i» = «is», «u» = «um», «v» = «rum». Тогда фразу следует читать следующим образом: «pulveris carbonum tritorum», что означает «почвенного угля».
Стил утверждает, что данный текст был впервые напечатан в 1542 году издателем Оронцием Финеусом, попытавшимся воспроизвести трудноразличимые символы в плохой версии рукописи.
Брюэр указывает, что текст «Послания…» был впервые собран воедино в «Sloane MS», не уточняя, в каком именно манускрипте. По мнению Хайма, имеется в виду Sloane MS. 2156, в котором, однако, анаграмма выглядит следующим образом, несколько отличающимся от напечатанной в издании Брюэра:
Приведённый текст Партингтон интерпретирует так: «Sed tamen salpetre Kb Ka x hopospcadikis et sulphuris 5». Хайм называет этот отрывок «второй анаграммой», являющейся, по его мнению, пояснением первой. По информации, указанной в исследовании Партингтона от 2003 года, этот отрывок не был расшифрован.
Ромоки в своём исследовании предоставляет следующую версию фразы: «Sed tamen salis petrae LVRV NOPE CVM VBRE et sulphuris; et sic facies tonitruum et coruscationem, si scias artificium», не уточняя, однако, в каком манускрипте он обнаружил этот вариант. Ромоки предполагает, что анаграмму следует читать как «CARBONUM PULVERE» («порошок угля»), однако Хайм не соглашается с данной трактовкой, так как она подразумевает пренебрежение 3 буквами, замену 6 других и неправильную грамматику в итоге (неверное окончание слова «pulvere»).
Партингтон уточняет, что Бэкон писал о порохе и в других своих произведениях, таких как Большой и Третий сочинения, описывая очистку веществ, особенности взрыва пороха, находящегося под давлением, создание условий для хранения пороха. Настолько детальное описание позволяет исследователям Литтлу и Партингтону предполагать, что Бэкон имел личный опыт в приготовлении пороха.
Хайм предполагает, что Бэкон является изобретателем данного варианта состава пороха, однако Партингтон придерживается мнения, что Бэкон мог почерпнуть эти знания и из арабской литературы.

## «Послание» как первая европейская книга о криптографии
Раздел «Послания» «О сокрытии тайн природы и искусства» представляет особую значимость, как первый европейский письменный источник, посвящённый криптографии. Первые две главы раскрывают актуальность науки. В главе же «Семь способов сокрытия тайны» раскрывается соответствующее число методов шифрования текста:
Полная замена символов и знаков (каждой букве ставится в соответствие некоторое принципиально отличающееся от неё обозначение). К примеру:
| Зашифрованный текст | Алгоритм шифрования                                          | Исходный текст                                                                                 |
| --- | ------------------------------------------------------------ | ---------------------------------------------------------------------------------------------- |
| 171810 91146156 3 5115151614 2061219206 319623 221123 151 1023 171618335121632911 151614618 3 113221310206 1429 17161321251014 206121920 1913631. | Вместо буквы «а» шифр содержит «1», вместо «б» — «2» и т. д. | При замене в данном тексте всех букв на их порядковый номер в алфавите мы получим текст слева. |

Использование загадочных и образных выражений (описание законов и научных утверждений столь высоким стилем, с использованием символики, что простой человек не уловит сути):
| Зашифрованный текст                                                                                | Алгоритм шифрования | Исходный текст                                                                       |
| -------------------------------------------------------------------------------------------------- | --- | ------------------------------------------------------------------------------------ |
| Змея, обвившая гнездо феникса, поглощает рыбу и пятью ударами хвоста порождает разрушения и убытки | Змея — символ правильности и порядка; феникс — символ огненного вещества; рыба — символ воды; уголь — символ убытков и катастроф | Необходимое соотношение воды и толчёного угля в составе горючей смеси составляет 1:5 |

Особый способ записи (например, еврейский: написание только согласных букв):
| Зашифрованный текст | Алгоритм шифрования                                 | Исходный текст                      |
| ------------------- | --------------------------------------------------- | ----------------------------------- |
| тпрмрврйскйзпсткст. | Не записываются гласные и промежутки между словами. | Это пример еврейской записи текста. |

Использование букв из различных языков (написание каждой части текста или слова в другом алфавите):
| Зашифрованный текст | Алгоритм шифрования                                                          | Исходный текст |
| --- | ---------------------------------------------------------------------------- | --- |
| Shifrovanie teksta takim obrasom предполагалось для защиты секретов от простого ናሮዳ, ኘ ዥናኢኡሥሐጎ ሊኝግቪሥጢኺ, ኘ izuchayushchego inostrannye языки | В шифровании использовался алфавит русского, английского и амхарского языков | Шифрование текста таким образом предполагалось для защиты секретов от простого народа, не знающего лингвистики, не изучающего иностранные языки |

Письмена, полностью разработанные для шифрования (создание специального алфавита, синтаксиса, лексики и грамматики):
| Зашифрованный текст                                                      | Алгоритм шифрования                           | Исходный текст                                                       |
| ------------------------------------------------------------------------ | --------------------------------------------- | -------------------------------------------------------------------- |
| Every language, being unfamiliar to reader, is a suchlike cipher in fact | В качестве языка шифрования выбран английский | Любой язык, не известный читающему, является по сути подобным шифром |

Использование вместо букв различных рисунков, трактующихся в зависимости от определённых пометок (сочетание алфавита картинок-иероглифов с незаметными для непосвящённого точками и проколами на бумаге, придающими особенное значение каждому иероглифу):
| Зашифрованный текст        | Алгоритм шифрования                                                                      | Исходный текст          |
| -------------------------- | ---------------------------------------------------------------------------------------- | ----------------------- |
| እጦ ፅ.ኒኚሀስቶ.ኩኢ ፅሂ.ፍር በ.ኦኮና. | Использованы символы амхарского алфавита, читаются только три буквы перед каждой точкой. | Это шестой шифр Бэкона. |

Сокращение текста, или затемнение (при написании текста части слов не записываются, причём сокращение происходит по чёткому и сложному алгоритму):
| Зашифрованный текст                            | Алгоритм шифрования                                             | Исходный текст                                                          |
| ---------------------------------------------- | --------------------------------------------------------------- | ----------------------------------------------------------------------- |
| Затнене — сленй и мтов ширвая ткта, пинны Бком | Не записывается каждая вторая гласная и каждая третья согласная | Затемнение — последний из методов шифрования текста, описанных Бэконом. |

Говоря о вкладе создателя «Послания» в криптографию, необходимо также упомянуть до сих пор не расшифрованную книгу «Рукопись Войнича» («The Voynich Manuscript»), чьё авторство исследователи в течение 80 лет были склонны приписывать Роджеру Бэкону, следуя версии владельца манускрипта на 1912 год Вилфрида Войнича. Однако эта теория была отвергнута по результатам радиоуглеродного анализа и исследования переписки владельцев манускрипта, оставив вопрос авторства неразрешённым между 7 криптографами.

## Интерпретация идей Бэкона в XIX—XX веках
В XIX веке Бэкон считался экспериментатором, опередившим своё время, знатоком механики и талантливым теоретиком; такую характеристику даёт ему английский исследователь Бетам. С этой точки зрения, Бэкон был дальновидным сторонником идей современной экспериментальной науки, объявленным церковью еретиком за свои прогрессивные взгляды. Однако последующие исторические исследования показали, что многие научные факты, изложенные Бэконом, были уже известны до публикации трудов монаха, а средневековые христиане не были против научного исследования. Таким образом, научная деятельность Бэкона потеряла свою значимость. Например, идея Бэкона о том, что интуитивно полученные выводы должны быть представлены для дальнейшей экспериментальной проверки, напоминает рассуждения Роберта Гроссетеста в «Методе проверки». Кроме того, даже самые смелые тезисы Бэкона об экспериментальном методе познания мира сохраняют под собой эзотерическую основу восприятия знаний, оставляя место для магии и мистики.
В результате взгляд на деятельность Бэкона изменился. Однако, следуя версии исследователей К. Виноградова и Аманды Пауэр, его труд был призывом к реформе на имя папы римского, написанным в духе апокалиптических ожиданий, и сообщал об основных проблемах духовной жизни монахов. Он был разработан как проект улучшения подготовки миссионеров, предназначенный предоставлять новые навыки в защиту христианского мира против Антихриста. Таким образом, отмечает Пауэр, недопустимо рассматривать труды Бэкона лишь в контексте истории науки и философии.
Философская сторона взглядов Бэкона была исследована американцем Эдмундом Бремом: его статья «Место Роджера Бэкона в истории алхимии» была написана под впечатлением тезисов, многие из которых были высказаны именно в «Послании…». В статье автор, опираясь на подход Мирча Элиаде, сопоставил воззрения Р. Бэкона касательно сотериологической природы алхимии с тантрической йогой. По мнению исследователя, Бэкон развил идеи божественной мудрости, ведущей к научному познанию, которое, в свою очередь, открывает путь к долголетию. Эдмунд Брем в качестве иллюстрации отношений понятий долголетия, спасения, нравственности и эликсира долголетия в трудах Бэкона создал и опубликовал в журнале «AMBIX» в 1976 году следующую схему:
Данная схема взаимосвязей, согласно мнению Э. Брема, позволяет провести аналогию между тантрической йогой и алхимией. В индийской философии духовное развитие личности не только сопутствует, но и необходимо для создания эликсира посредством алхимии и достижения физического бессмертия. Роджер Бэкон, таким образом, создал систему взглядов, соответствующую основной идее Мадхвы, который учил, что алхимию не следует рассматривать лишь как науку о синтезе ценного металла, но как путь к сохранению тела, как средство к высоким целям освобождения.
Эдмунд Брем, однако, не считает целесообразным преувеличивать значение алхимии для Бэкона: другие науки были в равной степени важны для него. Однако Брем замечает, что именно алхимии Бэкон уделил наибольшее внимание, в стремлении создать scientia integralis. Концепция Бэкона является важным связующим звеном между древними сотериологическими традициями алхимии и расцветом герметического искусства в Европе в XIV веке.